# Flow (Straume)
Flow (en letó original Straume) és una pel·lícula letona independent d'animació de fantasia i d'aventures del 2024, dirigida per Gints Zilbalodis i escrita per Zilbalodis i Matīss Kaža. La pel·lícula destaca per ser renderitzada completament al programari de codi obert Blender i no té cap diàleg.
En estrenar-se al 77è Festival Internacional de Cinema de Canes, la pel·lícula va rebre elogis de la crítica. Va guanyar nombrosos premis, inclosos els premis a la millor pel·lícula d'animació als Premis del Cinema Europeu, el Premis del Cercle de Crítics de Cinema de Nova York  els Premis de l'Associació de Crítics de Cinema de Los Angeles i els de la National Board of Review. La pel·lícula va ser seleccionada com a entrada letona a la Millor Pel·lícula Internacional als Premis Oscar de 2024, en els que va guanyar l'Oscar al millor film d'animació.

## Argument
Un gat negre deambula per un bosc quan una gossada de gossos arriba al riu per a pescar. Quan dos gossos barallen per un peix, el gat pren el peix i és immediatament perseguit pels gossos. El gat perd als gossos, però s'adona d'una estampida de cérvols abans de ser atrapat per un tsunami. El gat i els gossos aconsegueixen sobreviure a la inundació arribant a terrenys més alts. Un labrador retriever groc segueix al gat fins a una casa abandonada decorada amb escultures de gats de fusta abans que tots dos notin que el nivell de l'aigua augmenta ràpidament i el llaurador s'uneix als altres gossos en un pot. Amb la casa consumida per la inundació, el gat puja a l'alt d'una estàtua de gat gegant fins que les aigües arriben a la part superior del cap de l'estàtua. Abans que l'estàtua quedi completament submergida, el gat salta a un veler que s'acosta amb un capibara a bord.
L'endemà al matí, mentre el vaixell navega a través d'un bosc ple de pilars de pedra, el gat cau per la borda mentre intenta evitar un secretari blanc, però comença a enfonsar-se sota l'aigua. Una balena ho salva d'ofegar-se, però el secretari agarra al gat abans que s'alliberi i aterri de nou en el pot. A mesura que el nivell de l'aigua continua pujant, el capibara convida a un lèmur de cua anellada a pujar a bord amb la seva cistella d'escombraries. Més tard aquest dia, els tres animals aterren en la riba i se'ls uneix el labrador. Es troben amb un esbart d'ocells secretaris que mostren hostilitat cap a ells, la qual cosa fa que el gat fugi abans que l'esbart l'acorrali. El secretari que primer es va trobar amb el gat li prega al líder que li perdoni la vida, però perd un dol i li trenquen una ala abans que l'esbart l'abandoni. En perdre la seva capacitat de volar, el secretari s'uneix als altres animals a bord del vaixell.
L'endemà, els animals arriben a una ciutat mig submergida i naveguen cap a una formació rocosa gegant. Els animals comencen a discutir entre ells després que el secretari trepitja la bola de cristall del lèmur per la borda fins que el vaixell és detingut per un arbre. El vaixell s'allibera després que la balena salta prop d'ells. Després d'aprendre del capibara, el felí millora la seva capacitat de nedar per a poder pescar per si sol i alimentar a la resta de la tripulació. Més tard, els animals veuen als altres gossos encallats en un campanar. Al principi, el secretari es nega a anar cap als gossos, però quan el gat dona la seva aprovació, el secretari deixa que el capibara prengui el control del bot i rescat als gossos. Mentre el vaixell navega a través de la formació durant una forta tempesta, el gat cau novament per la borda, però neda fins a la riba i puja al cim d'una de les formacions, on es troba amb el secretari, qui ha recuperat la seva capacitat de volar. De sobte, tots dos són elevats en l'aire per una llum brillant que està sobre ells, però el gat és alliberat novament al sòl mentre el secretari vola cap a la llum que desapareix.
El gat intenta nedar de retorn al bot, però està massa lluny ja que aconsegueix trobar la bola de cristall i saltar sobre ella per a mantenir-se a flotació. De sobte, el nivell de l'aigua descendeix ràpidament a mesura que una falla drena l'oceà. Després de molt de temps vagant pel bosc, el gat es retroba amb el lèmur i és conduït fins al pot que penja d'un arbre. Els gossos salten del vaixell, però just quan el capibara està a punt de sortir, l'arbre comença a cedir davant el pes de l'embarcació. El lèmur i els gossos treballen junts per a tirar del pot cap a ells, però els gossos abandonen al llaurador quan un conill passa al costat d'ells. Aconsegueixen salvar al carpincho abans que el vaixell i l'arbre caiguin pel penya-segat. Just quan els animals celebren, apareix una altra estampida de cérvols. El gat segueix el rastre i veu a la balena morint en quedar encallada en el bosc. El capibara, el labrador i el lèmur es retroben amb el gat abans de mirar-se reflectits en un toll d'aigua.
En una seqüència post crèdits, es veu a la balena emergint de l'oceà, la qual cosa indica que les aigües han pujat novament.

## Producció
En 2022, mentre Straume encara estava en desenvolupament, es van presentar materials de la pel·lícula en el fòrum Cartoon Movie d'aquest any en Bordeus. La pel·lícula es va produir amb el suport financer del Centre Nacional de Cinema de Letònia, la Fundació Capital Cultural de l'Estat de Letònia, el Centre national du cinéma et de l'image animée, ARTE France, Eurimages, RTBF i el Refugi Fiscal Belga.  L'animació de la pel·lícula es va completar en França i Bèlgica.
El dissenyador de so Gurwal Coïc-Gallas va utilitzar sons d'animals reals per a cada personatge representat a la pel·lícula; l'única excepció va ser el capibara. Com que els sons reals dels capibara eren massa aguts i desagradables, Coïc-Gallas va utilitzar els sons d'un camell.

## Música
La banda sonora de la pel·lícula va ser composta per Zilbalodis i Rihards Zaļupe, i va ser oferta a les plataformes de streaming per Milan Records l'1 de novembre de 2024.
Totes les cançons foren escrites i compostes per Gints Zilbalodis i Rihards Zaļupe.. 
| Núm.          | Títol                | Durada |
| ------------- | -------------------- | ------ |
| 1.            | «Home»               | 2:04   |
| 2.            | «Dog Chase»          | 1:34   |
| 3.            | «Panic»              | 0:59   |
| 4.            | «Flood»              | 5:24   |
| 5.            | «Capybara»           | 0:48   |
| 6.            | «Unexpected Visitor» | 0:32   |
| 7.            | «Lemur»              | 2:07   |
| 8.            | «Bananas»            | 1:27   |
| 9.            | «Deer Cyclone»       | 1:23   |
| 10.           | «Windmill Island»    | 2:11   |
| 11.           | «Birds»              | 3:45   |
| 12.           | «Outcast»            | 2:26   |
| 13.           | «Showing Off»        | 0:59   |
| 14.           | «Abandoned City»     | 2:24   |
| 15.           | «Splash»             | 1:38   |
| 16.           | «Fishing»            | 3:05   |
| 17.           | «Storm»              | 2:03   |
| 18.           | «Flow Away»          | 4:33   |
| 19.           | «Forest Emerging»    | 1:55   |
| 20.           | «Amphitheater»       | 1:51   |
| 21.           | «Following»          | 3:36   |
| 22.           | «Reflection»         | 3:29   |
| 23.           | «Acceptance»         | 2:43   |
| Durada total: | Durada total:        | 53:51  |

## Llançament
Straume va ser seleccionada per estrenar-se a la secció Un Certain Regard del 77è Festival Internacional de Cinema de Canes el 22 de maig de 2024. La pel·lícula es va projectar al Festival Internacional de Cinema d'Animació d'Annecy, on va ser guardonat amb el Premi del Jurat, el Premi del Públic i el Premi Gan Foundation a la Distribució en la categoria de Llargmetratge. Straume es va enviar al Festival Internacional d'Animació d'Ottawa de 2024, on va rebre el Gran Premi de Llargmetratge d'Animació. La pel·lícula també es va projectar al Festival Internacional de Cinema de Toronto de 2024. La pel·lícula va ser convidada a 'Open Cinema' al 29è Festival Internacional de Cinema de Busan i es va projectar al teatre a l'aire lliure a l'octubre 2024.
UFO Distribution va estrenar la pel·lícula a les sales a França el 30 d'octubre de 2024. Janus Films i Sideshow van distribuir la pel·lícula als Estats Units States mitjançant un llançament limitat a Nova York i Los Angeles el 22 de novembre de 2024, seguit d'un llançament nacional més ampli el 6 de desembre de 2024. Des de l'estrena de la pel·lícula a Letònia el 28 d'agost 2024, ha venut més de 100.000 entrades, convertint-se en una de les pel·lícules nacionals més populars del país. Madman Entertainment will release the film theatrically in Australia on 20 March 2025.

## Recepció

### Resposta crítica
Al lloc web de l'agregador de ressenyes Rotten Tomatoes, el 97% de les crítiques de 100 crítiques són positives, amb una valoració mitjana de 8,6/10. El consens del lloc web diu: "Gràcies a la seva animació innovadora i als seus temes madurs, anar amb aquest Flow resulta irresistible". Metacritic, que utilitza una mitjana ponderada, va assignar a la pel·lícula una puntuació de 86 sobre 100, basada en 23 crítics, indicant "aclamació universal".
Escrivint per a The New York Times, Calum Marsh va assenyalar que "els animals actuen com animals reals,  no com els dibuixos animats ni els humans, i aquesta moderació dóna a la seva aventura una autenticitat que, en moments tant de plaer com de perill, fa que l'emoció sigui molt més potent." Jake Coyle d’Associated Press va qualificar Straume la millor pel·lícula d'animació del 2024, escrivint que l'"animació generada per ordinador s'afegeix al seu surrealisme somiador i curiosament real."

### Reconeixements
| Premi                                                                    | Data de cerimònia      | Categoria                                                                      | Receptor(s)                       | Resultat     | Ref(s)        |
| ------------------------------------------------------------------------ | ---------------------- | ------------------------------------------------------------------------------ | --------------------------------- | ------------ | ------------- |
| Festival de Cinema de Canes                                              | 24 de maig de 2024     | Un Certain Regard                                                              | Gints Zilbalodis                  | Nominat      | [ 33 ]        |
| Festival Internacional de Cinema d'Animació d'Annecy                     | 15 de juny de 2024     | Millor pel·lícula                                                              | Straume                           | Nominat      | [ 22 ]        |
| Festival Internacional de Cinema d'Animació d'Annecy                     | 15 de juny de 2024     | Premi Fundació Gan a la Distribució                                            | Straume                           | Guanyador    | [ 22 ]        |
| Festival Internacional de Cinema d'Animació d'Annecy                     | 15 de juny de 2024     | Premi del jurat a un llargmetratge                                             | Straume                           | Guanyador    | [ 22 ]        |
| Festival Internacional de Cinema d'Animació d'Annecy                     | 15 de juny de 2024     | Premi del públic a un llargmetratge                                            | Straume                           | Guanyador    | [ 22 ]        |
| Festival Internacional de Cinema d'Animació d'Annecy                     | 15 de juny de 2024     | Premi a la millor música original per a un llargmetratge                       | Gints Zilbalodis i Rihards Zaļupe | Guanyador    | [ 22 ]        |
| Festival Internacional de Cinema a Guadalajara                           | 15 de juny de 2024     | Millor pel·lícula d'animació                                                   | Straume                           | Guanyador    | [ 34 ]        |
| Festival Internacional d'Animació d'Ottawa                               | 28 de setembre de 2024 | Gran Premi d'Animació                                                          | Straume                           | Guanyador    | [ 23 ]        |
| Animation Is Film Festival                                               | 22 d'octubre de 2024   | Premi del Jurat                                                                | Straume                           | Guanyador    | [ 35 ]        |
| Festival de Cinema Europeu de Sevilla                                    | 16 de novembre de 2024 | Gran Premi del Jurat                                                           | Straume                           | Guanyador    | [ 36 ]        |
| Festival de Cinema Europeu de Sevilla                                    | 16 de novembre de 2024 | Millor muntatge                                                                | Gints Zilbalodis                  | Guanyador    | [ 36 ]        |
| Festival de Cinema Europeu de Sevilla                                    | 16 de novembre de 2024 | Premi Puerta América                                                           | Straume                           | Guanyador    | [ 36 ]        |
| Premis Cercle de Crítics de Cinema de Nova York                          | 3 de desembre de 2024  | Millor pel·lícula d'animació                                                   | Straume                           | Guanyador    | [ 10 ]        |
| Premis del National Board of Review                                      | 4 de desembre de 2024  | Millor pel·lícula d’animació                                                   | Straume                           | Guanyador    | [ 12 ] [ 37 ] |
| Premis del Cinema Europeu                                                | 7 de desembre de 2024  | Millor pel·lícula europea                                                      | Straume                           | Seleccionada | [ 9 ] [ 38 ]  |
| Premis del Cinema Europeu                                                | 7 de desembre de 2024  | Llargmetratge europeu d'animació                                               | Straume                           | Guanyador    | [ 9 ] [ 38 ]  |
| Astra Film Awards                                                        | 8 de desembre de 2024  | Millor llargmetratge d'animació                                                | Straume                           | Nominat      | [ 39 ]        |
| Astra Film Awards                                                        | 8 de desembre de 2024  | Millor pel·lícula internacional                                                | Straume                           | Nominat      | [ 39 ]        |
| Boston Society of Film Critics Awards                                    | 8 de desembre de 2024  | Millor pel·lícula d'animació                                                   | Straume                           | Guanyador    | [ 40 ]        |
| Premis de l'Associació de Crítics de Cinema de l'Àrea de Washington D.C. | 8 de desembre de 2024  | Millor llargmetratge d'animació                                                | Straume                           | Nominat      | [ 41 ]        |
| Premis de l'Associació de Crítics de Cinema de l'Àrea de Washington D.C. | 8 de desembre de 2024  | Millor pel·lícula internacional                                                | Straume                           | Nominat      | [ 41 ]        |
| Premis de l'Associació de Crítics de Cinema de Los Angeles               | 8 de desembre de 2024  | Millor pel·lícula d’animació                                                   | Straume                           | Guanyador    | [ 11 ]        |
| Premis de la Societat de Crítics de Cinema de San Diego                  | 9 de desembre de 2024  | Millor pel·lícula d’animació                                                   | Straume                           | Guanyador    | [ 42 ]        |
| Premis de l'Associació de Crítics de Cinema de Chicago                   | 11 de desembre de 2024 | Millor pel·lícula d'animació                                                   | Straume                           | Guanyador    | [ 43 ]        |
| Premis del Cercle de Crítics de Cinema de San Francisco                  | 15 de desembre de 2024 | Millor llargmetratge d'animació                                                | Straume                           | Guanyador    | [ 44 ]        |
| Associació de Crítics de Cinema de St. Louis                             | 15 de desembre de 2024 | Millor pel·lícula d’animació                                                   | Straume                           | Nominat      | [ 45 ]        |
| Associació de Crítics de Cinema de Toronto                               | 15de desembre de 2024  | Millor pel·lícula d’animació                                                   | Straume                           | Guanyador    | [ 46 ]        |
| New York Film Critics Online                                             | 16 de desembre de 2024 | Millor animació                                                                | Straume                           | Guanyador    | [ 47 ]        |
| Societat de Crítics de Cinema de Seattle                                 | 16 de desembre de 2024 | Millor pel·lícula d’animació                                                   | Straume                           | Nominat      | [ 48 ]        |
| Societat de Crítics de Cinema de Seattle                                 | 16 de desembre de 2024 | Millor pel·lícula internacional                                                | Straume                           | Nominat      | [ 48 ]        |
| Associació de crítics de cinema de Dallas–Fort Worth                     | 18 de desembre de 2024 | Millor pel·lícula d’animació                                                   | Straume                           | Subcampió    | [ 49 ]        |
| Cercle de Crítics de Cinema de Florida                                   | 20 de desembre de 2024 | Millor pel·lícula internacional                                                | Straume                           | Guanyador    | [ 50 ]        |
| Cercle de Crítics de Cinema de Florida                                   | 20 de desembre de 2024 | Millor banda sonora                                                            | Gints Zilbalodis i Rihards Zaļupe | Nominat      | [ 50 ]        |
| Premis Globus d'Or                                                       | 5 de gener de 2025     | Millor pel·lícula d'animació                                                   | Straume                           | Pendent      | [ 51 ]        |
| Associació de Crítics de Cinema d'Austin                                 | 6 de gener de 2025     | Millor pel·lícula d'animació                                                   | Straume                           | Pendent      | [ 52 ]        |
| Associació de Crítics de Cinema d'Austin                                 | 6 de gener de 2025     | Millor pel·lícula internacional                                                | Straume                           | Pendent      | [ 52 ]        |
| Premis de la Crítica Cinematogràfica                                     | 12 de gener de 2025    | Millor pel·lícula d’animació                                                   | Straume                           | Pendent      | [ 53 ]        |
| Premis de la Crítica Cinematogràfica                                     | 12 de gener de 2025    | Millor pel·lícula internacional                                                | Straume                           | Pendent      | [ 53 ]        |
| ACE Eddie Awards                                                         | 18 de gener de 2025    | Millor pel·lícula d’animació                                                   | Gints Zilbalodis                  | Pendent      | [ 54 ]        |
| Premis Lumières                                                          | 20 de gener 2025       | Millor pel·lícula d’animació                                                   | Straume                           | Guanyador    | [ 55 ]        |
| Premis Satellite                                                         | 26 de gener de 2025    | Millor pel·lícula: animació o tècnica mixta                                    | Straume                           | Pendent      | [ 56 ]        |
| Premis Goya                                                              | 8 de febrer de 2025    | Millor pel·lícula europea                                                      | Straume                           | Pendent      | [ 57 ]        |
| Premis Annie                                                             | 8 de febrer de 2025    | Millor llargmetratge d'animació - Independent                                  | Straume                           | Pendent      | [ 58 ]        |
| Premis Annie                                                             | 8 de febrer de 2025    | Assoliment destacat per dirigir en una producció de llargmetratges d'animación | Gints Zilbalodis                  | Pendent      | [ 58 ]        |
| Premis Annie                                                             | 8 de febrer de 2025    | Assoliment destacat per escriure en una producció de llargmetratges d'animació | Gints Zilbalodis, Matīss Kaža     | Pendent      | [ 58 ]        |
| Premis Independent Spirit                                                | 22 de febrer de 2025   | Millor pel·lícula internacional                                                | Straume                           | Pendent      | [ 59 ] [ 60 ] |
| Premis EDA                                                               | TBA                    | Millor pel·lícula d’animació                                                   | Straume                           | Pendent      | [ 61 ]        |
| Premis EDA                                                               | TBA                    | Millor pel·lícula internacional                                                | Straume                           | Pendent      | [ 61 ]        |